# Eocene
Eocene – zbiornikowiec transportujący złoto Banku Polskiego z Konstancy do Stambułu podczas II wojny światowej.

## Historia
Zwodowany w sierpniu 1922 w stoczni w Baltimore pod nazwą „Fort McHenry” dla US Shipping Board; jego nośność wynosiła 4216 ton. W 1923 przemianowany na „Vacoil”, w 1929 sprzedany niemieckiej firmie Deutsche Vacuum Oel AG i przemianowany na „Schulau”. W 1935 sprzedany Wielkiej Brytanii, zarejestrowany w Hongkongu dla amerykańskiej kompanii naftowej Socony Vacuum i nazwany „Eocene”. W 1941 przetransferowany do ministerstwa transportu wojennego (ang. Ministry of War Transport).
20 maja 1942 roku statek został zaatakowany, gdy płynął w konwoju AT-46 z Aleksandrii do Tobruku, z ładunkiem 1980 ton benzyny i 3700 ton wody. U-Boot U-431 wystrzelił w jego kierunku dwie torpedy, zatapiając go w okolicy As-Sallum. Cała załoga (43 osoby) została uratowana przez trawler ZOP HMS „Cocker”.

### Transport polskiego złota
Z uwagi na zbliżające się zagrożenie dla dóbr polskich we wrześniu 1939 roku, zdecydowano się na transport polskiego złota (75 ton) z Warszawy. Akcją dowodzili: pułkownik Ignacy Matuszewski, major Henryk Floyar-Rajchman oraz pułkownik Adam Koc, który zrezygnował z udziału w akcji. Opuścił on Matuszewskiego i Rajchmana podczas działań prowadzonych w Łucku.
Złoto zostało załadowane na „Eocene” w Konstancy. Płynąc do Stambułu, brytyjski kapitan Robert Brett, trzymał statek możliwie blisko brzegu, aby w przypadku storpedowania osadzić go na mieliźnie i uratować złoto. Do Stambułu statek wpłynął 16 września 1939, skąd złoto przetransportowano koleją do Bejrutu a stamtąd przepłynęło na pokładzie dwóch niszczycieli do Tulonu.